# زیست‌سیاست

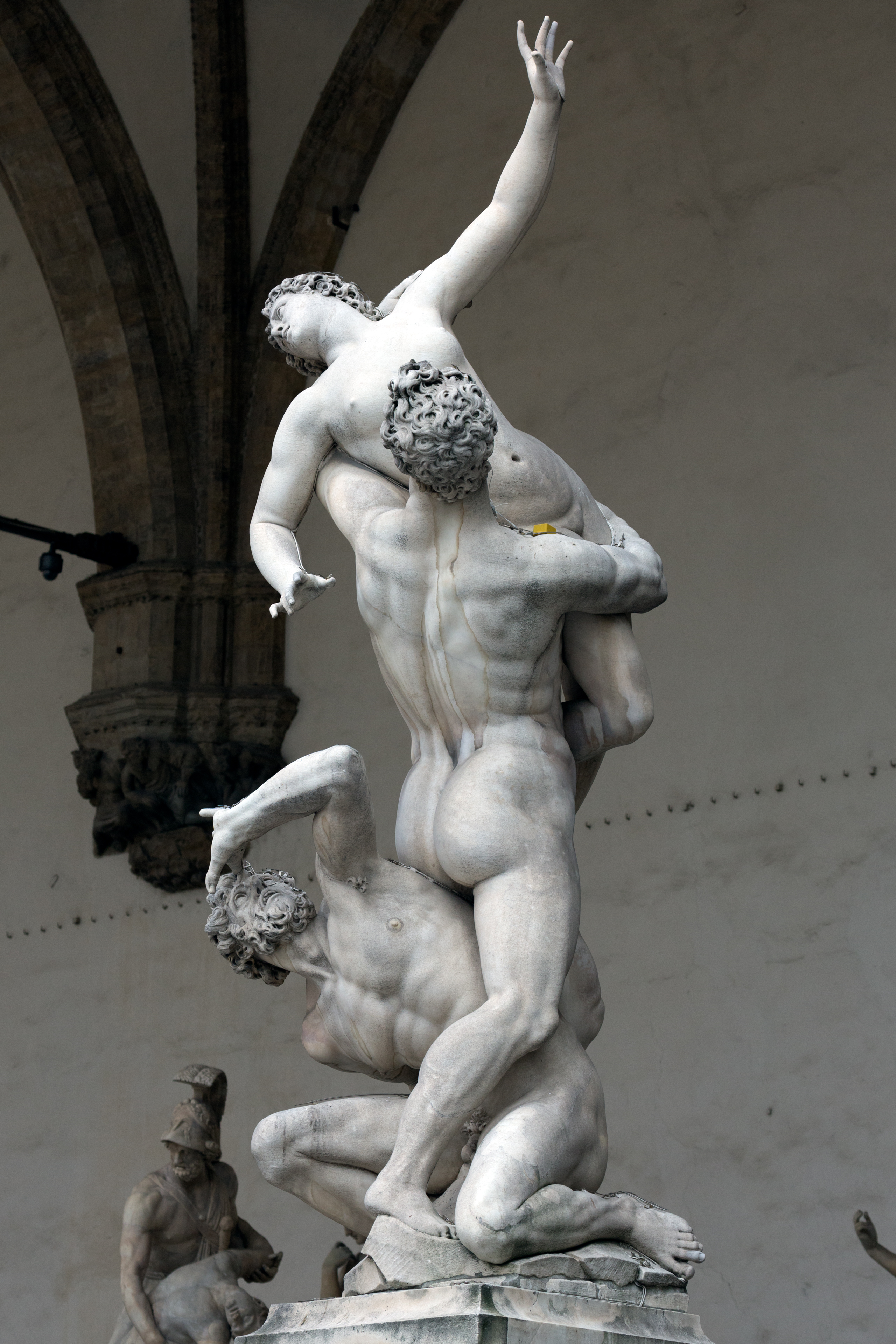
تصویر مجسمه ای نمادین از زیست انسانی

سیاست زیستی یا زیست‌سیاست (به انگلیسی: Biopolitics) مفهومی است که توسط فیلسوف فرانسوی میشل فوکو در میانۀ سدۀ بیستم مشهور شد. مرکز اصلی زیست‌سیاست، بررسی این است که چگونه قدرت حکومتی به واسطهٔ مدیریت و تنظیم بدن‌ها و زندگی جمعیت عمل می‌کند.
این حوزهٔ بینارشته‌ای به سازوکارهایی می‌پردازد که به واسطهٔ آن مقامات و نهادهای سیاسی، فراتر از اشکالِ رایج حاکمیت، جمعیتی از مردم را تحت کنترل قرار می‌دهند. این شامل وضع قوانین و مقررات پیرامون سلامتی، تولیدمثل، مسائل جنسی و دیگر جنبه‌های وجود زیستی می‌شود. قدرت حاکمیتیِ زیست‌سیاست از طریق برنامه‌هایی مانند نظارت، سیاست‌های سلامت، اقدامات کنترل جمعیت، قوانینِ مبتنی بر جنسیت و استفاده از دستگاه‌های زیست‌سنجی اِعمال می‌شود.
مطابق نظریهٔ فوکو، ساختارهای قدرت در جهانِ معاصر به شکلی فزاینده با مدیریتِ زندگی به خودی خود درگیر شده‌اند و دیگر بر مدیریت رفتارها یا اعمال افراد متمرکز نیستند. به همین خاطر زیست‌سیاست به معنای حکومت بر موجودات زیستی با تأکید بر سلامت، بهره‌وری و بازتولید آن‌ها به شیوه‌ای است که در خدمتِ اهداف وسیع‌ترِ اقتصادی و سیاسی باشد. زیست‌سیاست در اصل به بررسی نحوهٔ تعامل قدرت سیاسی با زندگی بیولوژیک و ساخته شدن بدن‌ها، رفتارها و رفاه جمعیت‌ها از طریق طیف گسترده‌ای از راهبردها و مدیریت‌ها می‌پردازد.